# Impero (cuirassé)
L'Impero est un cuirassé de classe Littorio construit pour la marine royale italienne peu après la fin de la seconde guerre italo-éthiopienne. Lancé en 1939 dans le cadre du programme d'expansion navale du régime fasciste, au même titre que son sister-ship (le Roma), l'entrée de l'Italie dans la Seconde Guerre mondiale a forcé la Regia Marina à recentrer ses priorités en matière de construction de navires de guerre sur des navires d'escorte, suspendant la construction de l'Impero. Il fut un temps envisagé de le transformer en porte-avions, mais le projet a été abandonné.
Le navire inachevé est capturé à Trieste par les Allemands, peu après l'armistice de 1943. Le navire est finalement détruit par des avions alliés le 20 février 1945 pour être renfloué en 1947 et démoli à Venise entre 1948 et 1950.